# Столкновение над Внуковом (1948)
В четверг 23 декабря 1948 года в небе в районе аэропорта Внуково столкнулись Ил-12 и ТС-62, в результате чего погибли 12 человек.

## Ил-12
Ил-12 с бортовым номером СССР-Л1731 (заводской — 83012908) был выпущен заводом ММЗ «Знамя Труда» 20 декабря, а через три дня его передали Аэрофлоту. Изначально самолёт хотели передать в Грузинское управление ГВФ, однако в назначенный срок экипаж из Грузинского управления не прибыл на Центральный аэродром имени М. В. Фрунзе. Тогда было решено передать его Узбекскому управлению, чей экипаж (командир Иван Лихогодин, второй пилот Владимир Мильчаков, бортрадист Михаил Ушаков и бортмеханик Михаил Бобков) уже находился на аэродроме в ожидании нового самолёта.
Изначально, в случае передачи Ил-12 грузинскому экипажу, планировалось, что новый самолёт совершит сперва перелёт во Внуково. Однако узбекский экипаж принял решение продлить его ещё дальше — до Люберец, после чего уже оттуда отправиться в Ташкент. Аэродром имени М. В. Фрунзе относился к Министерству авиационной промышленности, поэтому его руководство не стало предупреждать об изменении плана полёта руководство аэропорта Внуково, который относился к Главному управлению гражданского воздушного флота. Сам узбекский экипаж не получил ни задания на полет, ни предполётной подготовки, ни метеообеспечения и даже не брал запрос в аэропорту Люберцы согласия на приём. В 15:01 Ил-12, пилотируемый узбекским экипажем, взлетел с аэродрома.

## ТС-62
Небо над Москвой в это время было затянуто сплошной облачностью с нижней границей 160—350 метров и шёл снег. В 15:14 из подмосковного аэропорта Внуково вылетел ТС-62 Московского управления транспортной авиации, бортовой номер СССР-Л861 (заводской — 42-92583). Пилотировал его экипаж из 4 человек, а в общей сложности на его борту находились 8 членов экипажа: командир Виктор Левченко, заместитель командира 27-го ато по летной службе А. А. Лобко, вторые пилоты Виряскин Сергей Степанович и Ю. И. Ларин, бортмеханики А. А. Маркаров и Фёдор Рунцов, начальник связи 27 ато К. Г. Токарев и бортрадист Ф. Г. Томах. Из этих 8 человек лишь 4 составляли лётный экипаж самолёта, тогда как остальные 4 возвращались с авиаремонтной базы № 400. Сам же рейс был перегоночный в аэропорт Быково. После вылета из Внуково ТС-62 занял высоту 300 метров и следовал в Быково курсом 85—90° по ПВП.

## Столкновение
В 15:25 ТС-62 находился в 5,8 километрах юго-юго-восточней Внуково (азимут 101°), когда из находящихся рядом облаков вдруг вылетел следовавший по курсу 180° Ил-12 и врезался в него. У ТС-62 от удара отрубило хвост, после чего он сразу перешёл в пике и рухнул в лесу. Его разлетевшийся на части хвост упал на близлежащее поле. Ил-12 же при столкновении потерял оба двигателя, свалился в плоский штопор, после чего упал на лесную опушку примерно в 500—700 метрах от профилактория ГВФ «Валуево», в 220 метрах от ТС-62. Двигатели Ил-12 пролетели почти на полторы сотни метров дальше. При столкновении с землёй оба самолёта взорвались и все 12 человек в них (4 в Ил-12 и 8 в ТС-62) погибли.